# Tétrabénazine
La tétrabénazine est un médicament historiquement utilisé comme antipsychotique, mais aujourd'hui principalement utilisé dans le traitements du symptôme des mouvements anormaux hyperkinétiques. Elle est notamment utilisée dans le traitement de la maladie de Huntington afin de réduire les chorées, les mouvements anormaux caractéristiques de cette maladie. Elle est entre autres vendue sous les noms commerciaux de Xenazine, Xentra ou Nitoman.
De par son mécanisme, il entraîne une déplétion en dopamine au niveau du système nerveux central. 

## Métabolisme
La tétrabénazine est métabolisée dans le foie où l'action d'une carbonyle réductase forme deux métabolites majeurs actifs, l'α-dihydrotétrabénazine (α-HTBZ) et la β-dihydrotétrabénazine (β-HTBZ). L'α-HTBZ est métabolisée plus avant par CYP2D6 (avec contribution de CYP1A2) en 9-desméthyl-α-DHTBZ, un métabolite mineur. La β-HTBZ est elle métabolisée par CYP2D6 en un autre métabolite circulant majeur, la 9-desméthyl-β-DHTBZ. 
Le Deutetrabenazine est une forme stabilisée de la tétrabénazine permettant une demi-vie plus longue et l'adminstration en deux prises journalières.  